# Ашетт Лівр
48°49′20″ пн. ш. 2°17′40″ сх. д. / 48.822288° пн. ш. 2.29458° сх. д.
Аше́тт Лівр (фр. Hachette Livre) — найбільша видавнича група Франції з річним оборотом 2 мільярди євро. «Ашетт Лівр» входить до концерну «Лаґардер Медіа» (фр. Lagardère Media), що є частиною індустріальної групи «Лаґардер».
Ашетт Лівр є першою видавничою групою у Франції, другою — у Великій Британії та Іспанії, й другою у світі. Це також найбільша фірма з розповсюдження книжкової продукції у Франції та франкомовному світі.
Ашетт Лівр була створена в 1824 році як фірма, що займається виданням та поширенням книжок. 1 січня 1846 року вона стала L. Hachette et Compagnie, 1919 року — Librairie Hachette, а 1977 року — Hachette SA.
Після придбання австралійського видавця було створено Hachette Australia; у Великобританії вона стала Hachette UK, а її експансія в Сполучені Штати стала Hachette Book Group USA.

## Дочірні видавництва
Видавнича група «Ашетт» представлена в багатьох країнах світу. Їй належать такі видавництва:

### Алжир
- Sedia

### Бразилія
- Escala Educacional
- Larousse do Brasil

### Велика Британія
- Chambers (1819 — куплено в 2006)
  - Harrap's
- Octopus Publishing Group (~1970 — куплено в 2001)
  - Bounty (1980)
  - Brimax
  - Conran
  - Hamlyn
  - Mitchell Beazley
  - Miller's
  - Philip's
- Watts Publishing Group
- Hachette Partworks
- Orion Publishing Group
  - Orion
  - Cassell & Co
  - Weidenfeld & Nicolson
    - Phoenix
    - Everyman

### Іспанія
- Bruño
- Salvat Editores (1869 — куплено в 1988)
- Grupo Anaya (Anaya, Alianza Editorial, Piramide, Catedra, CGA…)
- SPES (Dictionnaires)

### Італія
- Hachette Fascicoli (1999)

### Мексика
- Larousse México S.A. de C.V.
- Grupo Patria Cultural(2007) (filiale d'Anaya)

### Польща
- Larousse Polska
- Wiedza i Zycie

### США
- Hachette Book Group USA

### Франція
- Armand Colin
- Audiolib
- Calmann-Lévy — Кальман-Леві
- Dessain et Tolra
- Deux Coqs d'Or
- EDICEF
- Éditions 1
- Éditions du Chêne
  - E.P.A
- Éditions Didier
  - Didier Jeunesse
  - Didier FLE
  - Dunod
- Éditions Foucher
- Éditions Stock — Сток
- Fayard — Фаяр
  - Éditions Mille et une nuits
  - Éditions Mazarine
  - Pauvert
- Edisciences
- Edition des deux terres
- Éditions Grasset — Ґрассе
- Grasset-Jeunesse
- Edition Sedès
- Gautier Languereau
- Hachette Collections
- Hachette Éducation
- Hachette Français Langue Etrangère
- Hachette Jeunesse
  - Hachette Jeunesse collection Disney
- Hachette Littératures
- Hachette Pratique
- Hachette Tourisme
- Harlequin Enterprises Ltd
- Harrap
- Hatier
  - Hatier International
- Intereditions
- Istra
- Microsoft Press
- Numilog.com (2000 — куплено в 2008)
- Pika
- Rageot Editeur
- Hazan
- JC Lattès
- Éditions Larousse (1852 — куплено в 2004) — Ларусс
- Le Livre de Paris (1951)
- Le Livre de Poche (Librairie Générale Française)
- Le Masque (Librairie des Champs-Élysées)
- Marabout
- Octopus France
- Pika Édition

### Японія
- Hachette Collections Japan